# Ga Củ Chi
Ga Củ Chi là một trong các nhà ga của Tuyến 2: Củ Chi - Thủ Thiêm nằm tại Huyện Củ Chi, Thành phố Hồ Chí Minh. 
Nhà ga nằm trên đường quốc lộ 22.